# Hermann Maier (pista sciistica)
L'Hermann Maier Weltcupstrecke (ex Grießenkar) è una pista sciistica situata a Flachau, in Austria. Sul pendio, che si snoda sul Grießenkar, si tengono gare di slalom speciale e di slalom gigante della Coppa del Mondo di sci alpino.

## Albo d'oro

### Uomini

#### Slalom gigante
| Data                               | Competizione     | Primo          | Secondo               | Terzo                |
| ---------------------------------- | ---------------- | -------------- | --------------------- | -------------------- |
| Coppa del Mondo di sci alpino 1996 | 3 gennaio 1996   | Urs Kälin      | Alberto Tomba         | Michael von Grünigen |
| Coppa del Mondo di sci alpino 1999 | 10 gennaio 1999  | Benjamin Raich | Michael von Grünigen  | Hermann Maier        |
| Coppa del Mondo di sci alpino 2004 | 3 gennaio 2004   | Benjamin Raich | Massimiliano Blardone | Bjarne Solbakken     |
| Coppa del Mondo di sci alpino 2005 | 21 dicembre 2005 | Thomas Grandi  | Didier Cuche          | Bode Miller          |

#### Slalom speciale
| Data                               | Competizione     | Primo                  | Secondo            | Terzo             |
| ---------------------------------- | ---------------- | ---------------------- | ------------------ | ----------------- |
| Coppa del Mondo di sci alpino 1996 | 7 gennaio 1996   | Alberto Tomba          | Mario Reiter       | Jure Košir        |
| Coppa del Mondo di sci alpino 2004 | 4 gennaio 2004   | Kalle Palander         | Manfred Pranger    | Giorgio Rocca     |
| Coppa del Mondo di sci alpino 2005 | 22 dicembre 2005 | Giorgio Rocca          | Rainer Schönfelder | Alois Vogl        |
| Coppa del Mondo di sci alpino 2012 | 21 dicembre 2011 | Ivica Kostelić         | André Myhrer       | Cristian Deville  |
| Coppa del Mondo di sci alpino 2021 | 16 gennaio 2021  | Manuel Feller          | Clément Noël       | Marco Schwarz     |
| Coppa del Mondo di sci alpino 2021 | 17 gennaio 2021  | Sebastian Foss Solevåg | Marco Schwarz      | Alexis Pinturault |
| Coppa del Mondo di sci alpino 2022 | 9 marzo 2022     | Atle Lie McGrath       | Clément Noël       | Daniel Yule       |

### Donne

#### Supergigante
| Data                               | Competizione     | Prima          | Seconda         | Terza           |
| ---------------------------------- | ---------------- | -------------- | --------------- | --------------- |
| Coppa del Mondo di sci alpino 1994 | 22 dicembre 1993 | Katja Koren    | Bibiana Perez   | Katja Seizinger |
| Coppa del Mondo di sci alpino 1995 | 10 gennaio 1995  | Renate Götschl | Katja Seizinger | Špela Pretnar   |

#### Slalom gigante
| Data                               | Competizione    | Prima               | Seconda  | Terza             |
| ---------------------------------- | --------------- | ------------------- | -------- | ----------------- |
| Coppa del Mondo di sci alpino 2016 | 17 gennaio 2016 | Viktoria Rebensburg | Ana Drev | Federica Brignone |

#### Slalom speciale
| Data                               | Competizione     | Prima                         | Seconda                        | Terza                           |
| ---------------------------------- | ---------------- | ----------------------------- | ------------------------------ | ------------------------------- |
| Coppa del Mondo di sci alpino 2001 | 14 gennaio 2001  | Janica Kostelić               | Karin Köllerer Laure Pequegnot |                                 |
| Coppa del Mondo di sci alpino 2010 | 12 gennaio 2010  | Marlies Schild                | Maria Riesch                   | Kathrin Zettel                  |
| Coppa del Mondo di sci alpino 2011 | 11 gennaio 2011  | Maria Riesch Tanja Poutiainen |                                | Nastasia Noens                  |
| Coppa del Mondo di sci alpino 2012 | 20 dicembre 2011 | Marlies Schild                | Maria Riesch                   | Tina Maze                       |
| Coppa del Mondo di sci alpino 2013 | 15 gennaio 2013  | Mikaela Shiffrin              | Frida Hansdotter               | Tanja Poutiainen                |
| Coppa del Mondo di sci alpino 2014 | 14 gennaio 2014  | Mikaela Shiffrin              | Frida Hansdotter               | Maria Pietilä Holmner           |
| Coppa del Mondo di sci alpino 2015 | 13 gennaio 2015  | Frida Hansdotter              | Tina Maze                      | Mikaela Shiffrin                |
| Coppa del Mondo di sci alpino 2016 | 12 gennaio 2016  | Veronika Zuzulová             | Šárka Záhrobská                | Frida Hansdotter                |
| Coppa del Mondo di sci alpino 2016 | 15 gennaio 2016  | Veronika Zuzulová             | Frida Hansdotter               | Petra Vlhová                    |
| Coppa del Mondo di sci alpino 2017 | 10 gennaio 2017  | Frida Hansdotter              | Nina Løseth                    | Wendy Holdener Mikaela Shiffrin |
| Coppa del Mondo di sci alpino 2018 | 9 gennaio 2018   | Mikaela Shiffrin              | Bernadette Schild              | Frida Hansdotter                |
| Coppa del Mondo di sci alpino 2019 | 8 gennaio 2019   | Petra Vlhová                  | Mikaela Shiffrin               | Katharina Liensberger           |
| Coppa del Mondo di sci alpino 2020 | 14 gennaio 2020  | Petra Vlhová                  | Anna Swenn Larsson             | Mikaela Shiffrin                |
| Coppa del Mondo di sci alpino 2021 | 12 gennaio 2021  | Mikaela Shiffrin              | Katharina Liensberger          | Wendy Holdener                  |
| Coppa del Mondo di sci alpino 2023 | 10 gennaio 2023  | Petra Vlhová                  | Mikaela Shiffrin               | Lena Dürr                       |
| Coppa del Mondo di sci alpino 2024 | 16 gennaio 2024  | Mikaela Shiffrin              | Petra Vlhová                   | Sara Hector                     |
| Coppa del Mondo di sci alpino 2025 | 14 gennaio 2025  | Camille Rast                  | Wendy Holdener                 | Sara Hector                     |

#### Combinata alpina
| Data                               | Competizione       | Prima           | Seconda         | Terza          |
| ---------------------------------- | ------------------ | --------------- | --------------- | -------------- |
| Coppa del Mondo di sci alpino 2001 | 13-14 gennaio 2001 | Janica Kostelić | Caroline Lalive | Renate Götschl |